# Coupe de Belgique féminine de football 2003-2004
 (août 2019).
Si vous disposez d'ouvrages ou d'articles de référence ou si vous connaissez des sites web de qualité traitant du thème abordé ici, merci de compléter l'article en donnant les références utiles à sa vérifiabilité et en les liant à la section « Notes et références ».
Navigation
Édition précédente Édition suivante
La Coupe de Belgique de football féminin 2003-2004 est la 28e édition de la Coupe de Belgique. La finale se joue le 28 mai 2004 au Stade Roi-Baudouin à Bruxelles.
Elle oppose le KFC Rapide Wezemaal (6e finale) au RSC Anderlecht (12e finale).
Le KFC Rapide Wezemaal l'emporte et enlève sa 4e Coupe. Cette victoire permet aux Brabançonnes de réaliser leur 1er doublé Coupe-championnat.

## Calendrier de la compétition
| Tour | Nom                 | Dates retenues          |
| ---- | ------------------- | ----------------------- |
| 1    | 1er tour            | 10 août 2003            |
| 2    | 2e tour             | 9 août 2003             |
| 3    | Seizièmes de finale | 16 août 2003            |
| 4    | Huitièmes de finale | 20 mars 2004            |
| 5    | Quarts de finale    | 4 avril 2004            |
| 6    | Demi-finales        | 5 mai 2004, 12 mai 2004 |
| 7    | Finale              | 28 mai 2004             |

## 1ertour
Le 1er tour se joue le samedi 2 août 2003. Les matchs se jouent en une manche. Se qualifient pour le 2e tour : Ladies Oudenburg, SK Bellem, Sporting Girls Oostkamp, DSC Alost, VK Berchem Dames, Hewian Girls Lanaken, Astrio Begijnendijk, K Vlimmeren Sport, Tenneville Sports, Étoile Rouge Belgrade, RUS Beloeil, Dames Zultse VV

## 2etour
Le 2e tour se joue le samedi 9 août 2003. Les matchs se jouent en une manche. Se qualifient pour les 16èmes de finale: SK Bellem, Cerkelladies Bruges, DAVO Waregem, KSV Jabbeke, DV Famkes Merkem, Ladies Audenarde, FCF White Star Woluwé, DV Lot, Ladies Willebroek, Hewian Girls Lanaken, K Vlimmeren Sport, DV Borgloon, Astrio Begijnendijk, Tenneville Sports, Olympic Charleroi, Étoile Rouge Belgrade, RCS Ways-Genappe, DVK Haacht

## Seizièmes de finale
Les seizièmes de finale se jouent le samedi 16 août 2003. Les matchs se jouent en une manche. 
| Équipe 1                 | Score         | Équipe 2                 |
| RSC Anderlecht           | 9 - 0         | DV Lot                   |
| Ladies Willebroek        | 0- 0 1-3 tab  | Ladies Audenarde         |
| Olympic Charleroi        | 1 - 3         | Cerkelladies Bruges      |
| SK Bellem                | 0 - 0 5-6 tab | KFC Lentezon Beerse      |
| Tenneville Sports        | 2 - 5         | Standard Fémina de Liège |
| K Vlimmeren Sport        | 2 - 1         | Miecroob Veltem          |
| Hewian Girls Lanaken     | 4 - 2         | VC Dames Eendracht Alost |
| SK Lebeke-Alost          | 3 - 6         | Astrio Begijnendijk      |
| FCF White Star Woluwé    | 5 - 2         | DVC Land van Grimbergen  |
| DV Borgloon              | 2 - 1         | SKOG Ostende             |
| KFC Rapide Wezemaal      | 12 - 1        | DAVO Waregem             |
| Étoile Rouge de Belgrade | 2 - 2 4-5 tab | Dames VK Egem            |
| Eva's Kumtich            | 5 - 0         | DVK Haacht               |
| Sinaai Girls             | 3 - 1         | DV Famkes Merkem         |
| DVC Zuid-West Vlaanderen | 12 - 1        | KSV Jabbeke              |
| RCS Ways-Genappe         | 0 - 8         | Oud-Heverlee Louvain     |

## Huitièmes de finale
Les huitièmes de finale se jouent le samedi 20 mars 2004. Les matchs se jouent en une manche.
| Équipe 1                 | Score         | Équipe 2              |
| KFC Rapide Wezemaal      | 6 - 2         | Hewian Girls Lanaken  |
| Oud-Heverlee Louvain     | 6 - 1         | K Vlimmeren Sport     |
| DV Borgloon              | 5 - 1         | Ladies Audenarde      |
| Dames VK Egem            | 0 - 1         | Sinaai Girls          |
| KFC Lentezon Beerse      | 1 - 1 5-4 tab | Cerkelladies Bruges   |
| Standard Fémina de Liège | 1 - 2         | RSC Anderlecht        |
| Astrio Begijnendijk      | 1 - 1 5-6 tab | FCF White Star Woluwé |
| DVC Zuid-West Vlaanderen | 0 - 2         | Eva's Kumtich         |

## Quarts de finale
Les quarts de finale se jouent le mercredi 14 avril 2004. Les matchs se jouent en une manche
| Équipe 1              | Score | Équipe 2            |
| Eva's Kumtich         | 0 - 1 | RSC Anderlecht      |
| Oud-Heverlee Louvain  | 4 - 0 | DV Borgloon         |
| KFC Rapide Wezemaal   | 2 - 1 | Sinaai Girls        |
| FCF White Star Woluwé | 1 - 2 | KFC Lentezon Beerse |

## Demi-finales
À ce niveau, les matchs se jouent en aller-retour. Les demi-finales se jouent le mercredi 5 mai 2004 pour les matchs aller, le mercredi 12 mai 2004 pour les matchs retour.
| Équipe 1             | Score  | Équipe 2            | Aller | Retour |
| Oud-Heverlee Louvain | 0 - 2  | RSC Anderlecht      | 0 - 1 | 0 - 1  |
| KFC Rapide Wezemaal  | 12 - 1 | KFC Lentezon Beerse | 5 - 0 | 7 - 1  |

## Finale
| Équipes            | KFC Rapide Wezemaal-RSC Anderlecht |
| Score              | 1 - 1 3-1 tab                      |
| Date               | Samedi 28 mai 2004                 |
| Stade              | Stade Roi-Baudouin, Bruxelles      |
| Arbitre            |                                    |
| Assistants-arbitre |                                    |
|                    |                                    |
|                    |                                    |
| Buts               |                                    |
| Cartes jaunes      |                                    |